# Comando de la Luftwaffe Curlandia
El Comando de la Luftwaffe Curlandia (Luftwaffen-Kommando Kurland) fue una unidad de la Luftwaffe durante la Segunda Guerra Mundial.

## Historia
Fue formado el 17 de abril de 1945 en Haserpoth a partir de los restos de la 1.ª Flota Aérea. Su Cuartel General ettaba en Haserpoth, Curlandia, subordinada por el Comandante en Jefe de la Fuerza Aérea.

## Comandante
- General Kurt Pflugbeil – (17 de abril de 1945 – 8 de mayo de 1945)

### Jefe de Estado Mayor
- Teniente coronel Paul-Werner Hozzel – (17 de abril de 1945 – 8 de mayo de 1945)

## Orden de Batalla

### Controladas las siguientes unidades durante la guerra
- 6.ª División Antiaérea – (abril de 1945 – mayo de 1945)

### Otras unidades
- 5.º Grupo de Reconocimiento de Corto Alcance.
- III Grupo/3.ª Escuadra de Asalto.
- 3.º Grupo de Hostigamiento Nocturno.
- I Grupo, II Grupo/54.ª Escuadra de Caza.